# Мануйлово (Ленинградская область)
Ману́йлово (фин. Manelja) — деревня в Пустомержском сельском поселении Кингисеппского района Ленинградской области.

## История
Деревня Мануйлово упоминается на карте Санкт-Петербургской губернии Я. Ф. Шмидта 1770 года.
Обозначена на карте Санкт-Петербургской губернии Ф. Ф. Шуберта 1834 года как деревня Мануйлово, состоящая из 36 крестьянских дворов. К югу от деревни обозначена водяная мельница на реке Чёрной и имение А. А. Жеребцова.

МАНУЙЛОВО — сельцо, принадлежит гвардии штаб-ротмистру Норду, число жителей по ревизии: 146 м. п., 159 ж. п.; В оном:

а) Санкт-Петербургского воспитательного дома сельский лазарет.

б) Мукомольная мельница. (1838 год)

В пояснительном тексте к этнографической карте Санкт-Петербургской губернии П. И. Кёппена 1849 года она записана как деревня Manelia (Мануилова) и указано количество её жителей на 1848 год: савакотов — 12 м. п., 10 ж. п., всего 22 человека; русских — 280 человек.
На карте профессора С. С. Куторги 1852 года также обозначена деревня Мануйлово из 36 дворов.

МАНУИЛОВО — деревня коллежского секретаря Павловича, 10 вёрст почтовой, а остальное по просёлочной дороге, число дворов — 43, число душ — 120 м. п. (1856 год)

МАНУЙЛОВО — деревня, число жителей по X-ой ревизии 1857 года: 117 м. п., 141 ж. п., всего 258 чел.

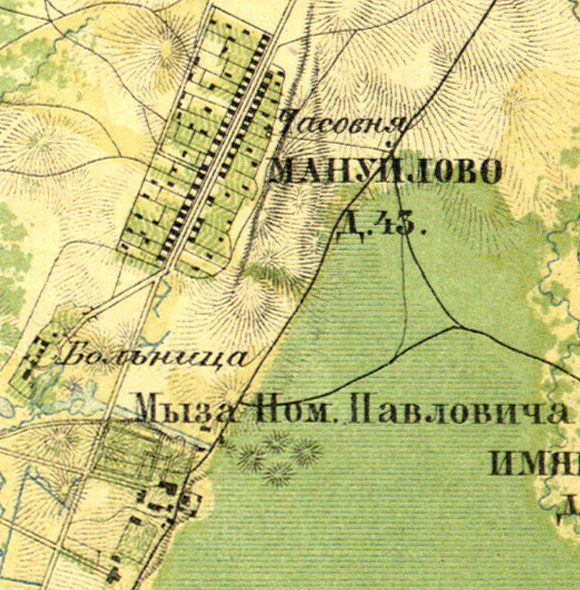
План деревни Мануйлово. 1860 год

Согласно «Топографической карте частей Санкт-Петербургской и Выборгской губерний» в 1860 году деревня Мануйлово насчитывала 43 двора и часовню. На южной окраине деревни находились: больница, мыза помещика Павловича и водяная мельница.

МАНУЙЛОВО — мыза владельческая при речке безымянной, по левую сторону Рожественского тракта, число дворов — 4, число жителей: 6 м. п., 6 ж. п.

МАНУЙЛОВО — деревня владельческая при колодце, по левую сторону Рожественского тракта, число дворов — 46, число жителей: 169 м. п., 161 ж. п.; Часовня православная. (1862 год)

Согласно данным 1867 года в деревне находился сельский лазарет Санкт-Петербургского Воспитательного дома, врач — доктор медицины Каргер.
В 1869 году временнообязанные крестьяне деревни выкупили свои земельные наделы у М. Я. Павлович и стали собственниками земли.

МАНУЙЛОВО — деревня, по земской переписи 1882 года: семей — 49, в них 125 м. п., 152 ж. п., всего 277 чел.

Согласно материалам по статистике народного хозяйства Ямбургского уезда 1887 года, мызы Мануйлово и Смолеговицы площадью 5778 десятин принадлежали дворянину М. Я. Павловичу, мызы были приобретены до 1868 года. В имении была мельница и кузница, охота сдавалась в аренду.

МАНУЙЛОВО — деревня, число хозяйств по земской переписи 1899 года — 44, число жителей: 111 м. п., 115 ж. п., всего 226 чел.;
 разряд крестьян: бывшие владельческие; народность: русская — 199 чел., финская — 17 чел., смешанная — 10 чел.

В 1900 году, согласно «Памятной книжке Санкт-Петербургской губернии» мыза Мануйлово площадью 5355 десятин принадлежала дворянину Семёну Михайловичу Павловичу, при этом часть мызы площадью 254 десятины принадлежала статскому советнику, князю Владимиру Владимировичу Оболенскому.
В конце XIX — начале XX века деревня административно относилась к Ястребинской волости 1-го стана Ямбургского уезда Санкт-Петербургской губернии. По приходским данным население деревни было смешанным — финско-русским.
С 1917 по 1924 год деревня Мануйлово входила в состав Мануйловского сельсовета Ястребинской волости Кингисеппского уезда.
С 1924 года в составе Пустомержского сельсовета.
Согласно данным переписи населения СССР 1926 года в деревне Мануйлово проживали 265 человек — большинство русские, а также эстонцы.
С февраля 1927 года в составе Кингисеппской волости. С августа 1927 года в составе Кингисеппского района.
В 1928 году население деревни Мануйлово составляло 321 человек.

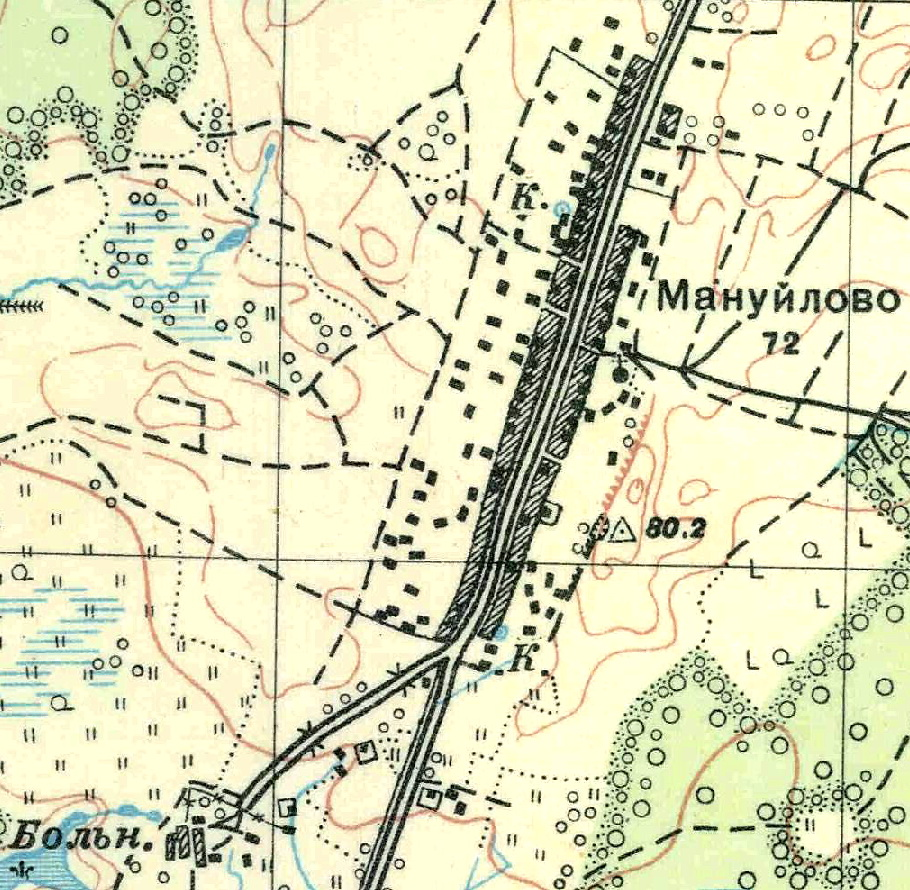
План деревни Мануйлово. 1930 год

Согласно топографической карте 1930 года деревня насчитывала 72 двора. В центре деревни находилась часовня, на южной окраине — больница.
По данным 1933 года деревня Мануйлово входила в состав Пустомержского сельсовета Кингисеппского района.
Деревня была освобождена от немецко-фашистских оккупантов 30 января 1944 года.
В 1958 году население деревни Мануйлово составляло 235 человек.
По данным 1966, 1973 и 1990 годов деревня Мануйлово также находилась в составе Пустомержского сельсовета.
В 1997 году в деревне Мануйлово проживали 112 человек, в 2002 году — 187 человек (русские — 91 %), в 2007 году — 126.

## География
Деревня расположена в юго-восточной части района на автодороге 41К-188 (Гостицы — Большая Пустомержа).
Расстояние до административного центра поселения — 2 км.
Расстояние до ближайшей железнодорожной станции Веймарн — 2,5 км.

## Демография
| 1862 | 2007 | 2010 | 2017 |
| ---- | ---- | ---- | ---- |
| 342  | ↘126 | ↘107 | ↗131 |

### Национальный состав
Согласно данным Всероссийской переписи населения 2021 года в деревне проживали 134 человека, из них:
 русские — 132, абхазы — 1, грузины — 1 человек.

## Достопримечательности
Сохранилась усадьба Мануйлово — усадебный дом и парк, выявленные объекты культурного наследия.